# In the Shadow of the Big Bear
In the Shadow of the Big Bear reprezintă varianta în limba engleză a albumului În umbra marelui urs (2000, reeditat în 2003) al formației Phoenix. Albumul a fost înregistrat în 2000, avându-l ca solist vocal pe Malcolm J. Lewis, dar nu a fost lansat oficial, deoarece liderul Nicolae Covaci l-a considerat nereprezentativ pentru stilul Phoenix.

## Piese
În momentul cel mai avansat al producției, albumul conținea zece piese:
1. Empire of Vampires
2. Running
3. Stars Dance
4. [Monsters comes to take you] (compoziția muzicală: Meșterul Manole)
5. City of Angels
6. Never Mind
7. Neverending Fight
8. In the Shadow of the Big Bear
9. Free
10. The Measure of a Man

El este disponibil spre ascultare pe canalul YouTube al formației Phoenix. Se găseste bineînțeles și pe celelalte platforme de streaming.
Nu va fi pus pe suport fizic deoarece Nicu Covaci a considerat că nu este cazul.